# Sounds That Can't Be Made
Sounds That Can't be Made é o décimo-sétimo álbum de estúdio da banda de rock britânica Marillion, lançado em setembro de 2012. É o primeiro disco inteiramente inédito desde Happiness Is the Road, de 2008.
O trabalho reflete de maneira concisa o caminho trilhado pela banda nos anos anteriores. Há épicos progressivos, com múltiplas variações de atmosferas, andamentos e tons, em "Montreal", "The Sky Above the Rain" e, especialmente, "Gaza"; canções mais acessíveis, inclinadas ao pop-rock, em "Pour my Love", "Invisible Ink", "Lucky Man" e "Power"; e uma canção que, de certa forma, equilibra as duas facetas: Sounds That Can't be Made.
Os temas são variados e sem ligação entre si. "Gaza" é uma das canções mais polêmicas da história da banda, por abordar o delicado conflito entre árabes e israelenses na Faixa de Gaza; "The Sky Above the Rain" e "Pour my Love" são canções sobre relacionamentos; "Power" é uma canção que discute a tônica do poder; "Montreal" alude às incursões que a banda fez em Montreal, especialmente em 2009; etc.
O álbum debutou em 43º lugar na parada britânica, 22º lugar na holandesa e 29° lugar na alemã.

## Recepção da crítica
O álbum, de maneira geral, recebeu críticas positivas. O Huffington Post ponderou que "os fãs não irão ficar desapontados" e que este é o trabalho mais completo da banda desde Marbles, de 2004. Conferiu-lhe, em resumo, a nota máxima: cinco estrelas num total de cinco.
Para o jornal Liverpool Student Media, o álbum é "genial e de uma qualidade refinada", especialmente nos seus três épicos: The Sky Above the Rain, Gaza e Montreal. A nota foi de quatro estrelas em cinco.
O site holanês DPRP, especializado em rock progressivo, conferiu uma nota de sete numa escala de dez.

## Faixas
1. "Gaza" − 17:30
2. "Sounds That Can’t Be Made" − 07:16
3. "Pour my Love" − 06:02
4. "Power" − 06:06
5. "Montreal" − 14:04
6. "Invisible Ink" − 05:47
7. "Lucky Man" − 06:58
8. "The Sky above the Rain" − 10:33

## Integrantes
- Steve Rothery (guitarra)
- Steve Hogarth (vocais e letras)
- Mark Kelly (teclados)
- Pete Trewawas (baixo)
- Ian Mosley (bateria)